# 千葉県道117号日向停車場極楽寺線

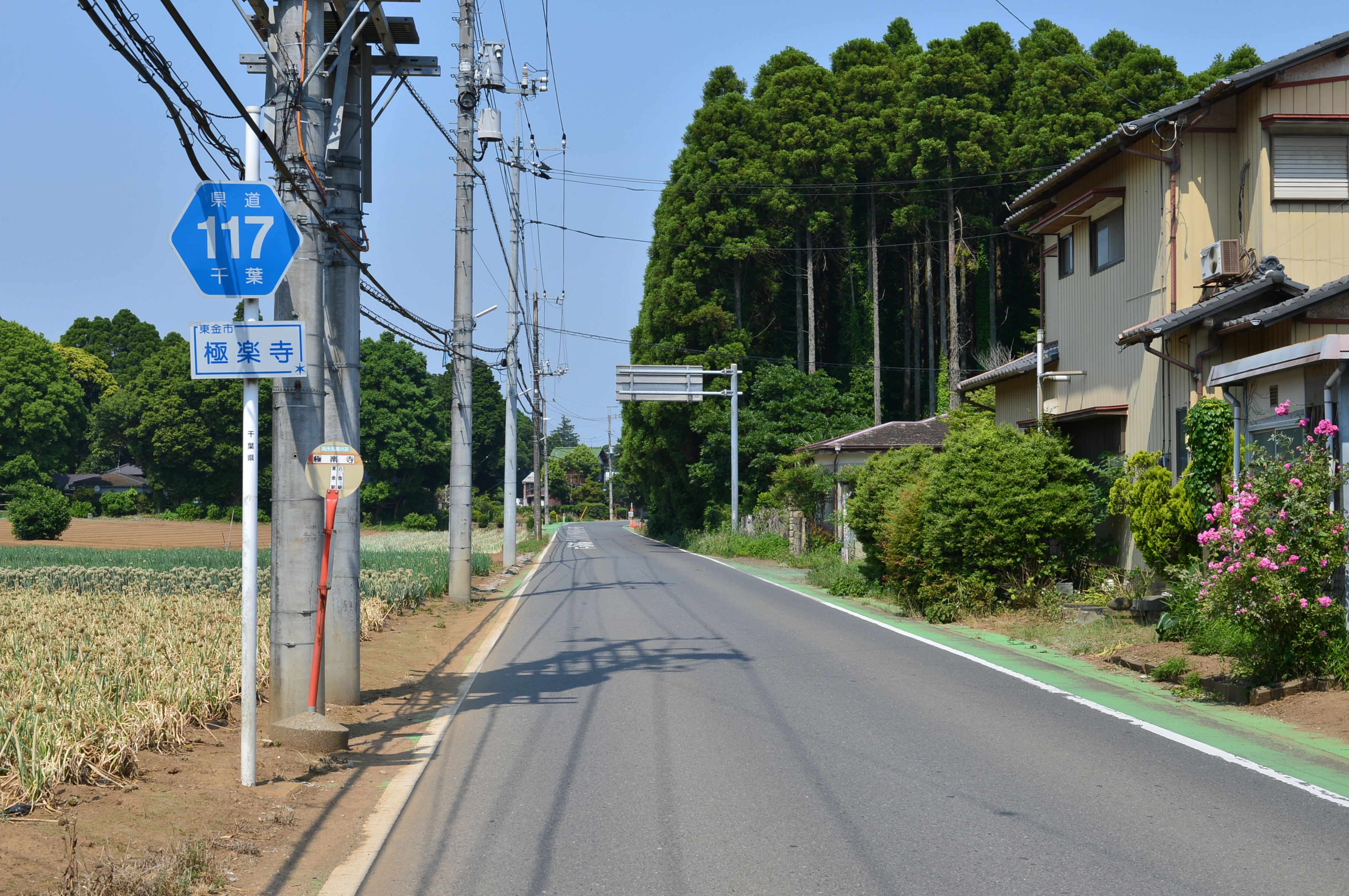
千葉県道117号日向停車場極楽寺線
東金市極楽寺（2015年5月）

千葉県道117号日向停車場極楽寺線（ちばけんどう117ごうひゅうがていしゃじょうごくらくじせん）は、千葉県山武市椎崎、日向駅前の千葉県道76号成東酒々井線との交差点を起点とし、東金市極楽寺の国道409号との交差点を終点とする県道である。

## 起点・終点
- 起点：千葉県山武市椎崎（日向駅前、千葉県道76号成東酒々井線交点）
- 終点：千葉県東金市極楽寺（国道409号交点）

## 地理

### 通過する自治体
- 千葉県
  - 山武市 - 東金市

### 交差する道路
- 千葉県道76号成東酒々井線（山武市椎崎、日向駅前、起点）
- 千葉県道119号東金源線（東金市上布田）
- 国道409号（東金市極楽寺、終点）

### 沿線
- 山武市立日向小学校（山武市雨坪）
- 東金市立源小学校（東金市上布田）
- JR総武本線 日向駅